# Standard moláris entrópia
A standard moláris entrópia egy mól standardállapotú anyag entrópiatartalma.
Szokásos jelölése S°, mértékegysége joule per mol kelvin (J mol−1 K−1). A standard moláris képződési entalpiával ellentétben értéke abszolút érték, azaz egy elem standard állapotában, szobahőmérsékleten S értéke nem nulla.
A termodinamika harmadik főtétele szerint egy tiszta kristályos szerkezet entrópiája csak 0 K-en lehet 0 J mol−1 K−1. Ez azonban feltételezi, hogy az anyag „tökéletes kristályt” alkot, azaz semmilyen rendezetlenséget (hibát, diszlokációt) nem mutat – ez sosem teljesül maradéktalanul, mivel a kristályok véges hőmérsékleten nőnek. Ez a maradék entrópia azonban többnyire elhanyagolható.

## Termodinamika
Ha egy mol 0 K hőmérsékletű anyagot a környezete 298 K-re melegít, akkor a teljes moláris entrópiája:
{\displaystyle S^{\circ }=\sum _{k=1}^{N}\Delta S_{k}=\sum _{k=1}^{N}\int {\frac {dq_{k}}{T}}\,dT},
ahol dqk/T a hőenergia nagyon kis mértékű kicserélődését jelöli T hőmérsékleten. A teljes moláris entrópia a moláris entrópia sok kis változásának összege, ahol minden egyes kis változás reverzibilis folyamatnak tekinthető.

## Kémia
Egy gáz standard moláris entrópiája szabványos nyomáson és hőmérsékleten az alábbi tagokból áll:
- Egy mol szilárd anyag 0 K és az olvadáspont közötti hőkapacitása (beleértve az esetleges kristályszerkezetbeli változások által elnyelt hőt is)
- A szilárd anyag olvadáshője
- A folyadék hőkapacitása az olvadásponttól a forráspontig
- A folyadék párolgáshője
- A gáz hőkapacitása a forráspont és a szobahőmérséklet között

Az entrópiában bekövetkező változások a fázisátalakulásokhoz és kémiai reakcióhoz köthetők. A kémiai reakciók standard entrópiája a kiindulási anyagok és termékek standard moláris entrópiáinak felhasználásával határozható meg:
ΔS°reakció = S°termékek – S°reaktánsok
A reakciók standard entrópiája segít meghatározni, hogy a folyamat önként végbemegy-e. A termodinamika második főtétele] szerint a spontán reakciók mindig növelik a rendszer és környezetének teljes entrópiáját:
ΔSteljes = ΔSrendszer + ΔSkörnyezet > 0

## Fordítás
Ez a szócikk részben vagy egészben  a   Standard molar entropy című angol Wikipédia-szócikk ezen változatának fordításán alapul.  Az eredeti cikk szerkesztőit annak laptörténete sorolja fel. Ez a jelzés csupán a megfogalmazás eredetét és a szerzői jogokat jelzi, nem szolgál a cikkben szereplő információk forrásmegjelöléseként.

## External links
- Free Energy and Chemical Reactions - Course notes for General Chemistry (R. Paselk, Humboldt State University)
- Standard Thermodynamic Properties of Chemical Substances Archiválva 2020. március 31-i dátummal a Wayback Machine-ben - (M. Jolkkonen)